# Tecnología solar activa

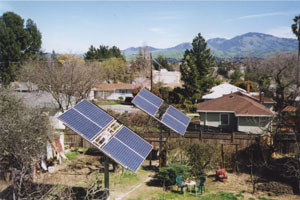
Vista desde la azotea de seguidores solares de patio trasero con paneles ASE DG-285 y DG-300

La tecnología solar activa es un término referido a aquellas tecnologías utilizadas para transformar la energía solar en calor utilizable, para producir corrientes de aire para ventilación o refrigeración o para almacenar el calor para uso futuro, todo ello por medio de equipamientos mecánicos o eléctricos tales como bombas y ventiladores. Los sistemas que captan y utilizan la energía solar sin usar estos dispositivos se clasifican dentro de la tecnología solar pasiva. Un ejemplo típico de solar pasiva sería una chimenea solar para mejorar la ventilación natural de una vivienda.
Los sistemas de agua caliente sanitaria solar, excepto los basados en termosifón, usan bombas o ventiladores para hacer circular el agua, una mezcla anticongelante o aire a través de los colectores solares, razón por la cual se clasifican dentro de la tecnología solar activa. Los colectores solares pueden ser planos o con algún sistema de concentración. La mayoría de los colectores solares térmicos suelen situarse sobre soportes fijos, pero tendrían un rendimiento superior si pudieran seguir al Sol en su recorrido. Los seguidores solares a veces utilizados para mejorar el rendimiento de paneles fotovoltaicos que permanecen óptimamente orientados al Sol, pueden diseñarse con alguna tecnología solar activa o pasiva.
Como la tecnología solar pasiva no requiere energía adicional para funcionar y, por tanto, coste de operación cero, no emite gases de efecto invernadero y los costes de mantenimiento son muy bajos, es una elección muy interesante para tener en cuenta. Sin embargo, los sistemas solares térmicos activos, que suelen usar ventiladores y bombas, ofrecen una fracción solar mayor que los sistemas pasivos, debido a las mejoras en las transferencias y el transporte del calor. Un sistema híbrido que utilizara la energía solar fotovoltaica para alimentar esas bombas y ventiladores, podría resultar de lo más interesante. Los análisis por ordenador con programas como el F-Chart, pueden servir para comparar las distintas tecnologías.

## también podemos encontrar
- Tecnología solar pasiva